# میریملی
میریملی (به لاتین: Mirimli) یک منطقه مسکونی در جمهوری آذربایجان است که در شهرستان یاردیملی واقع شده است. میریملی ۱۲۰۰ نفر جمعیت دارد.